# Barabazar
Barabazar é uma vila no distrito de Puruliya, no estado indiano de Bengala Ocidental.

## Demografia
Segundo o censo de 2001, Barabazar tinha uma população de 7572 habitantes. Os indivíduos do sexo masculino constituem 53% da população e os do sexo feminino 47%. Barabazar tem uma taxa de literacia de 67%, superior à média nacional de 59,5%; com 59% para o sexo masculino e 41% para o sexo feminino. 13% da população está abaixo dos 6 anos de idade.